# Hydropsyche asiatica
Hydropsyche asiatica är en nattsländeart som beskrevs av Georg Ulmer 1905. Hydropsyche asiatica ingår i släktet Hydropsyche och familjen ryssjenattsländor. Inga underarter finns listade i Catalogue of Life.